# زينكانلو
زينكانلو (بالفارسية: زینکانلو) هي مستوطنة تقع في قسم فاروج الريفي في إيران. يقدر عدد سكانها بـ 186 نسمة .